# RK Koper
Rokometni klub Cimos Koper – słoweński klub piłki ręcznej z siedzibą w mieście Koper. W czerwcu 2013 roku klub ogłosił bankructwo dając zawodnikom wolną rękę w poszukiwaniu nowych klubów. 

## Sukcesy
- Mistrzostwa Słowenii w piłce ręcznej
  - mistrzostwo w sezonie 2010/2011
  - wicemistrzostwo w sezonach 2007/2008, 2008/2009
  - trzecie miejsce w sezonach 2009/2010, 2006/2007
- Puchar Challenge Cup
  - pierwsze miejsce w sezonie 2010/2011[1]
- Liga Mistrzów
  - dwukrotny udział
  - awans do 1/4 finału Ligi Mistrzów

źródło:
źródło: 